# 2013
Évszázadok: 20. század – 21. század – 22. század
Évtizedek: 1960-as évek – 1970-es évek – 1980-as évek – 1990-es évek – 2000-es évek – 2010-es évek – 2020-as évek – 2030-as évek – 2040-es évek – 2050-es évek – 2060-as évek
Évek: 2008 – 2009 – 2010 – 2011 –  2012 – 2013 – 2014 – 2015 – 2016 – 2017 – 2018
2013 (MMXIII) első napja keddre esett a Gergely-naptár szerint. Időszámításunk 2013. éve, a 3. évezred és a 21. század 13. éve, a 2010-es évek 4. éve.

## Események

### Január
- január 1.

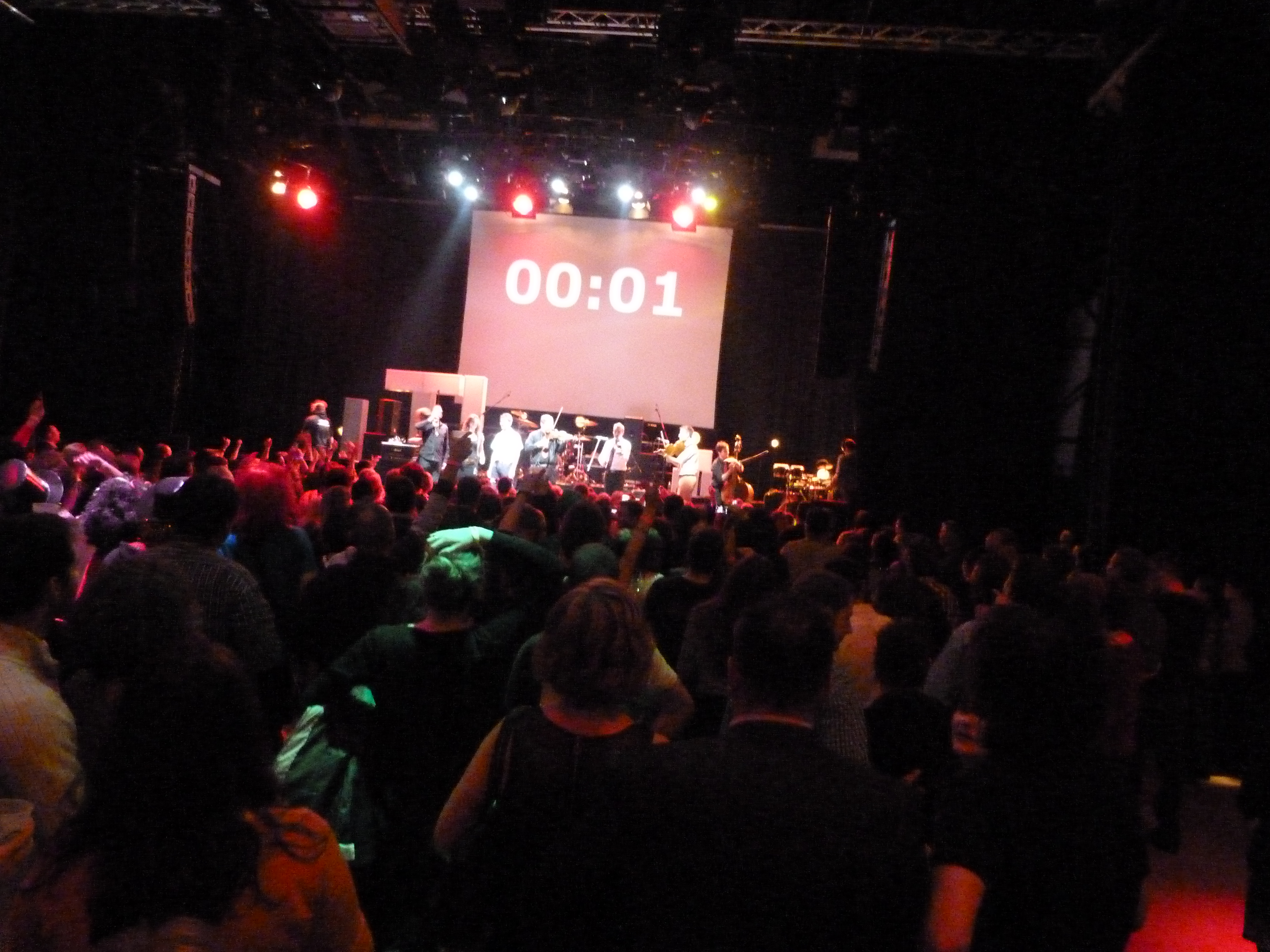
2013 első perce a Millenárison

  - Létrejön a járás mint az állam szervezetének legalacsonyabb szintű területi és szervezeti egysége.[1]
  - A kormány döntésének megfelelően a Magyar Honvédség – az ivóvízminőség-javító program beruházásainak megvalósulásáig – a rendelkezésre álló katonai képességeivel szállítja az ivóvizet azokra településekre, ahol a víz arzéntartalma túllépi az Európai Unió által megszabott határértéket, hozzájárulva ezzel a lakosság egészséges ivóvízzel való ellátásához.[2][3] (Az Európai Bizottság 2012. május 30-i határozata alapján Magyarország 2012. december 25-ig kapott haladékot, hogy teljesítse az ivóvíz arzéntartalmára megszabott európai uniós határértékeket. A kormány szeptember 20-i határozata szerint az eddigi, literenkénti 20 mikrogramm helyett szigorúbb, 10 mikrogrammos határértéket kell teljesíteni.)[4]
  - Június végéig Írország veszi át Ciprustól az Európai Unió Tanácsának soros elnökségét, és életbe lép a 2012. márciusi uniós csúcson elfogadott fiskális paktum.[5] Konfliktus Maliban
- január 10.

Konfliktus Maliban

  - Dioncounda Traoré elnök Franciaországtól és az ENSZ-től kért sürgős segítséget, hogy megállítsa az iszlamista lázadók előrenyomulását dél felé, a főváros, Bamako irányában.[6]
  - Mali északi részén az iszlám milíciák – egy újabb offenzíva során – elfoglalják Konnát,[7] majd másnap a kormánycsapatok – a francia légierő támogatásával – visszafoglalják azt.[8]
- január 14.
  - Maliban az iszlamista fegyveresek elfoglalják a mauritániai határ közelében fekvő Diabali városát.[9]
  - Az ENSZ Biztonsági Tanácsa támogatja a francia intervenciót Maliban,[10] míg a brit kormány légi logisztikai segítséget nyújt Franciaországnak.[11]
- január 15.
  - A francia kormány kérésére a Belga Királyság kormánya úgy döntött, támogatja a Maliban folyó francia hadműveletet,[12] másnap pedig Németország csapatszállító repülőgépeket ajánl fel a katonai akció támogatására.[13]
  - A francia katonák megkezdik az első szárazföldi műveletet Maliban, újabb szakaszba léptetve ezzel az eddig elsősorban légicsapásokból álló műveletet.[14]
- január 16. – A francia csapatok megindulnak Mali északi része felé, hogy kiűzzék onnan a radikális iszlamista fegyveres csoportokat.[9]
- január 17.
  - Soron kívüli találkozót tartanak az uniós tagországok külügyminiszterei, hogy megvitassák a Maliban kialakult helyzetet. (A tanácskozáson megállapodnak abban, hogy az Európai Unió katonai kiképzőket küld Maliba, valamint pénzügyi támogatást nyújt a Nyugat-afrikai Államok Gazdasági Szervezete (ECOWAS) több ezer fős katonai küldetéséhez.)[15]
  - Megérkeznek az első afrikai katonák Maliba. (A 40 togói katona az előőrse annak a nyugat-afrikai haderőnek, amelyet azért vezényelnek a térségbe, hogy segítse az ország északi részét elfoglalt iszlamisták kiűzését.)[16]
  - A mali hadsereg csapatai – erőteljes francia támogatással – visszafoglalták Konnát. (A város visszavétele után a kormánycsapatok másnap folytatták előrenyomulásukat a lázadók kezén lévő Douentza felé.)[17]
- január 17–18. – Áder János személyében először jár magyar államfő a NATO brüsszeli központjában azóta, hogy Magyarország 1999-ben csatlakozott a szervezethez.[18]
- január 20. – Népszavazás Ausztriában a sorkatonai szolgálat eltörléséről, melyen az osztrákok többsége a sorkötelezettség fenntartására voksolt.[19]
- január 25. Bécsben a Szent István-székesegyházban megtartották a Balassi-mise néven ismert istentiszteletet Kiss-Rigó László celebrálásában.
- január 28. – Beatrix holland királynő bejelentette, hogy április végén lemond trónjáról[20] legidősebb gyermeke, Vilmos Sándor herceg javára.[21]

### Február
- február 1. – Országos rendőrfőkapitánnyá nevezi ki Papp Károly vezérőrnagyot Orbán Viktor miniszterelnök. (Elődje, Hatala József nyugdíjba vonult.)[22]
- február 5. – Miskolc polgármestere bejelenti, hogy nem fog a város Világsátort létesíteni. A kulturális központtal kapcsolatban Kriza Ákos azt is elmondta, hogy nem a Jobbik nyomására hozták meg ezt a döntést.[23]
- február 11.
  - XVI. Benedek pápa a bíborosi kollégium ülésén, a konzisztóriumon bejelenti, hogy február 28-ával lemond tisztségéről.[24]
  - A parlament – 15 évi előkészület után – elfogadja az új polgári törvénykönyvet (Ptk.). (A Ptk. 2014. március 15-én lép hatályba.)[22]
- február 13. – Átadják a XVII. Balassi Bálint-emlékkard néven ismert magyar alapítású nemzetközi irodalmi díjat Budapesten. Kalász Márton mellett Jean-Luc Moreau francia műfordító volt a kitüntetett, utóbbinak Szilágyi Áron olimpiai bajnok kardvívó adta át a szablyát.
- február 14. – Hende Csaba honvédelmi miniszter kijelenti, hogy Magyarország nem vesz részt a Maliban zajló francia vezetésű Serval-hadműveletben, ugyanakkor tíz kiképzővel (hat mesterlövésszel, három egészségügyi szakemberrel és egy összekötővel) hozzá járul az EU missziójához.[25]
- február 15. – Meteorbecsapódás Cseljabinszk közelében.
- február 28. – XVI. Benedek pápa este nyolc óráig végzi tevékenységét funkciói teljes betöltésével, ezt követően Szent Péter trónja megüresedik. (A pápa a Róma közeli Castel Gandolfo rezidenciájára költözött át.)[24]

### Március

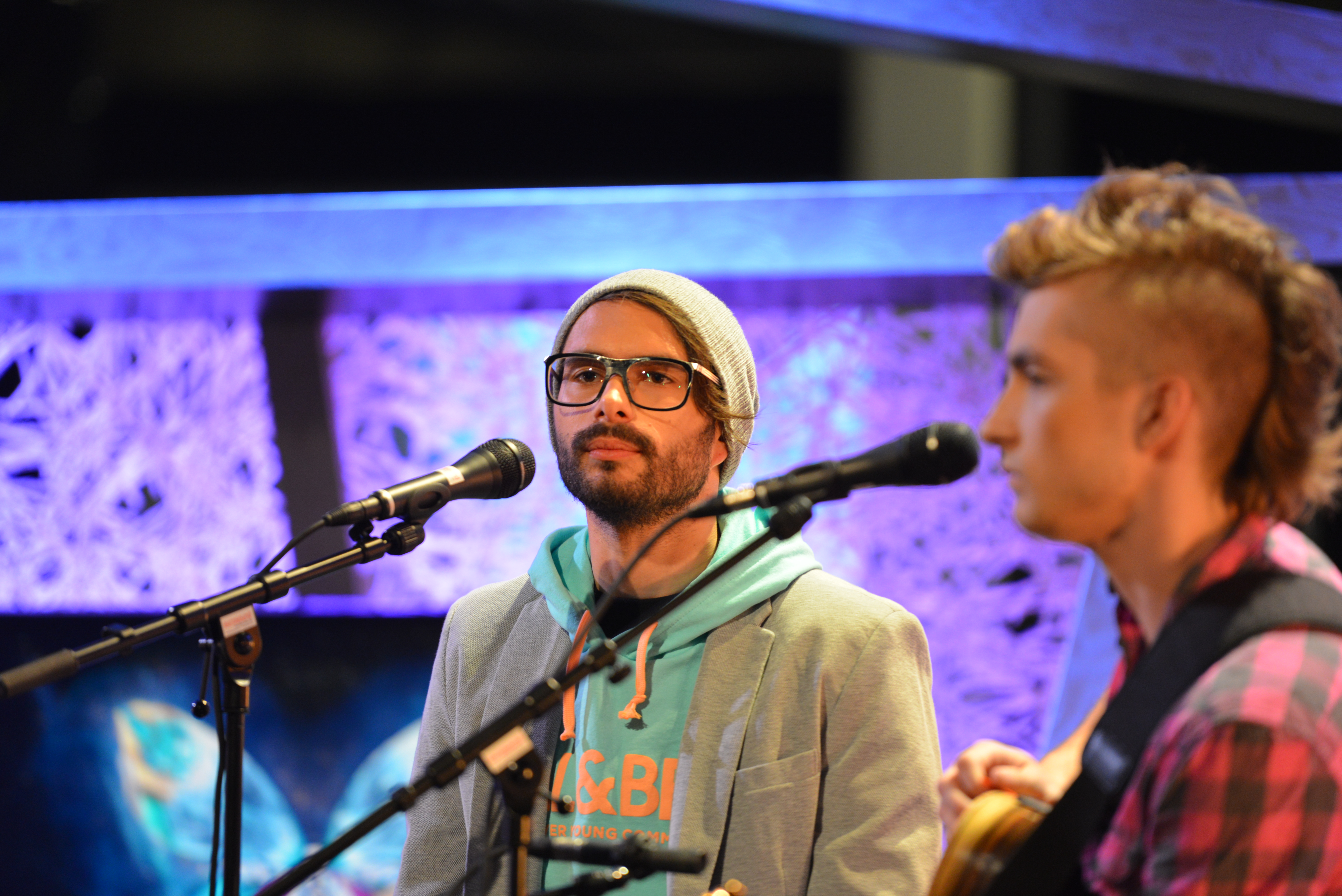
ByeAlex (középen)

- március 1. – Bulgária megkezdi Afganisztánban állomásozó egységeinek részleges kivonását. (A kabuli repülőtér védelmében részt vevő bolgár katonák hazautazása március 1-jén kezdődik, majd március végétől követik őket az oktatók.)[26]
- március 2. – ByeAlex és a Kedvesem című dala nyeri az Eurovíziós Dalfesztivál magyarországi előválogatóját, A Dalt.
- március 3. – Tartományi helyhatósági választásokat tartanak Alsó-Ausztriában és Karintiában. (A Bécs körüli Alsó-Ausztriában az ÖVP színeiben induló Erwin Pröll ismét győzni tudott, míg Karintiában a szociáldemokraták leváltották Jörg Haider egykori pártját, az FPÖ-vel szövetségben lévő Karintiai Szabadságpártot.)[27]
- március 4. – Az államfő Matolcsy Györgyöt nevezi ki a Magyar Nemzeti Bank elnökévé,[28] míg Balog Ádámot alelnökké.[29] (Matolcsit előző nappal mentik fel a nemzetgazdasági miniszteri tisztségéből.)[30]
- március 5. – A caracasi katonai kórházban meghal Hugo Chávez venezuelai elnök.[31]
- március 7.
  - Varga Mihály veszi át a Nemzetgazdasági Minisztérium irányítását. (Tárca nélküli miniszteri megbízatása 2013. március 6-ai hatállyal szűnt meg.)[32]
  - A magyar kormány engedélyezi, hogy az Európai Unió Mali Kiképző Műveletében (EUTM Mali) a Magyar Honvédség állományából legfeljebb 15 fő – váltási időszakban legfeljebb 30 fő – a művelet mandátumában meghatározott ideig részt vegyen. (A magyar szerepvállalás legfeljebb 2014. május 18-ig tart, ezen időtartamba a kitelepülés és a visszatelepülés időtartama azonban nem számít bele.)[33]
- március 8. – Megalakul az Együtt 2014 Választói Szövetség Párt, amely azonnal választási szövetséget kötött a Párbeszéd Magyarországért párttal.[34]
- március 9. – Előrehozott parlamenti választásokat rendeznek Máltán. (Az új miniszterelnök Joseph Muscat.)
- március 10. – A Székely Szabadság napja. (Világszerte tüntetéseken követelik a Székelyföld autonómiáját.)[35]
- március 11. – A parlament elfogadja az Alaptörvény negyedik módosításáról szóló törvényt, mely többek között kimondja, hogy a házasság férfi és nő életközössége, valamint „a családi kapcsolat alapja a házasság, illetve a szülő-gyermek viszony”. (Az Alaptörvény módosítása április 1-jével lépett hatályba.)[36]
- március 13. – Rómában Ferenc pápát választják a katolikus egyház új fejévé.
- március 14–15. – Katasztrófaveszély Magyarországon. (Egy hirtelen lehűlés utáni viharos hófúvás bénította meg délután a Dunántúl északi és nyugati részén valamint Délnyugat-Szlovákiában a közúti és a vasúti közlekedést. Az M1-es autópályán több ezer ember töltötte az éjszakát autójában. Áramszünet volt Zala, Hajdú-Bihar és Szabolcs-Szatmár-Bereg megye több településén, amit egyes helyeken csak 3-4 nap alatt tudtak elhárítani.)
- március 16.
  - Az Eurócsoport (az eurózóna pénzügyminisztereinek tanácsa) elfogadott a Ciprusi Köztársaság számára egy 10 milliárd eurós bankmentő hitelcsomagot. (A csomag lehívásának feltétele, hogy Cipruson tíz százalékponttal megemelik a társasági adót, a 100 000 eurónál nagyobb bankbetéteket pedig egyszeri illetékkel és kamatadóval sújtják.)[37][38]
  - Megalakul a Kínai Népköztársaság új kormánya Li Ko-csiang vezetésével, miután az Országos Népi Gyűlés megválasztotta az államhatalom legfőbb tisztségviselőit, az államelnököt, a parlament elnökét, a népfront első emberét és a kormányfőt.[39]
- március 18. – A Nemzetközi Bíróság körözési listáján szereplő Bosco Ntaganda feladja magát az Egyesült Államok ruandai nagykövetségén Kigaliban. (A kongói hadsereg tábornokát 2006 óta körözik háborús és emberiség elleni cselekményekért.)[40]
- március 20. – A baloldali Pozitív Szlovénia párt ideiglenes elnöke, Alenka Bratušek veszi át a kormányzást Szlovéniában – a februári bizalmatlansági szavazáson megbukott – Janez Janša miniszterelnöktől.[41]
- március 25. – Áder János aláírja Magyarország alaptörvényének negyedik módosítását. (Az aláírást megelőzően ezrek tüntettek az újabb alkotmánymódosítás ellen.)[42][43]

### Április

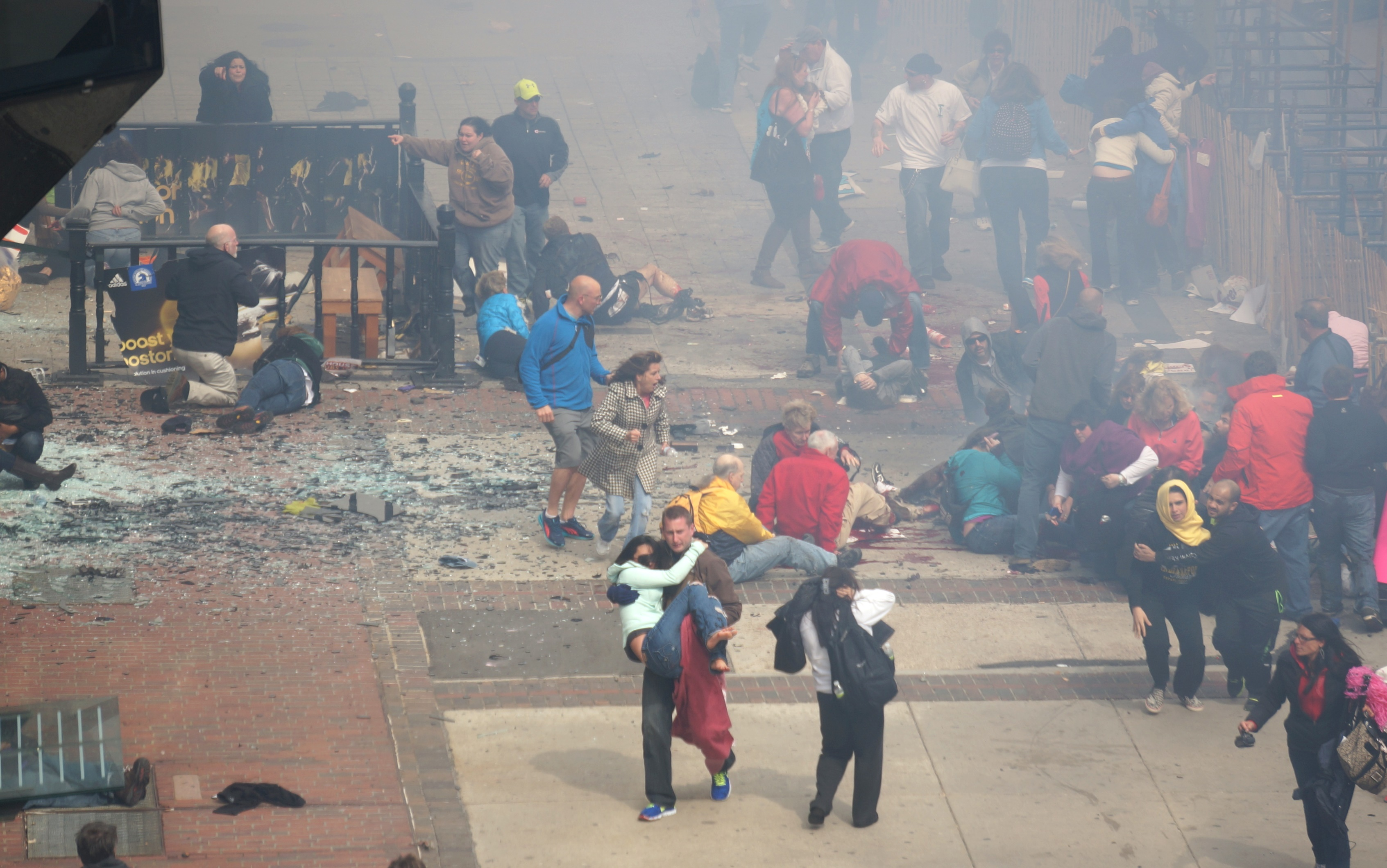
A bostoni robbantások következményei

- április 8. – 87 éves korában meghal Margaret Thatcher volt brit konzervatív miniszterelnök, a szigetország első női miniszterelnöke.[44] (Katonai tiszteletadás mellett búcsúztatták április 17-én a londoni Szent Pál székesegyházban. A szertartáson Orbán Viktor miniszterelnök képviselte Magyarországot.)[45]
- április 15. – Egy csecsen származású testvérpár, Tamerlan Carnajev és Dzsohar Carnajev két pokolgépet robbant fel a Boston Marathon céljának közelében. (A merényletben hárman meghaltak, 144-en pedig megsebesültek.)[46][47]
- április 20.
  - Az olasz parlament újraválasztja Giorgio Napolitano köztársasági elnököt.[48] (A második világháború óta ő az első államfő, aki két mandátumot is betölthet.)[49]
  - Újabb három évre Victor Ponta miniszterelnököt választja elnökévé a romániai Szociáldemokrata Párt (PSD) a kétnapos tisztújító kongresszusa második napján.[50]
- április 24. – Bangladesben, a Dakka mellett lévő Szavar városban összeomlott a „Rana Plaza” nevű 8 emeletes épület. Több mint 700 ember halt meg.
- április 27. – Létrejön a Magyar Liberális Párt, elnöke Fodor Gábor.
- április 28. – Enrico Letta, a balközép Demokrata Párt (PD) politikusa alakít kormányt Olaszországban.[51]
- április 30.- Afganisztánban a bagrami légibázison lezuhan egy Boeing 747-400 típusú teherszállító repülőgép, 7 áldozat.[52]
- április 30. – Beatrix holland királynő Amszterdamban aláírja azt az okmányt, amellyel lemond a trónról fia, Vilmos Sándor javára, és a trónörökös ezzel Hollandia új uralkodójává válik.[53]

### Május
- május 5. – Budapesten ülésezik a Zsidó Világkongresszus.
- május 6. – A Magyar Tudományos Akadémia megkezdi kétnapos 184. közgyűlését. (Május 7-én 31 rendes, 26 levelező, 18 külső és 20 tiszteleti taggal bővült az akadémikusok létszáma; körükben rendes tag lett Erdő Péter érsek, Sólyom László korábbi köztársasági elnök és Somogyi Péter Agy-díjas oxfordi professzor.)[54]
- május 7. – Magyarországra érkezik Bosco Szent János ereklyéje.[55]
- május 10. – Gyűrűs napfogyatkozás Ausztrália, Új-Zéland és a Csendes-óceán közepe felett.
- május 11. – Navaz Sarif volt pakisztáni kormányfő vezette Pakisztáni Muzulmán Liga-Navaz (PML-N) győz a parlamenti választásokon. (Sarif júniusban harmadszorra is a kormányfői székbe ülhetett.)[56]
- május 12. – A Polgárok Bulgária Európai Fejlődéséért (GERB) végez az első helyen a előrehozott parlamenti választásokon Bulgáriában.[57]
- május 14. – Átveszi hadnagyi kitüntetését Nilufar Rahmani, a modern Afganisztán első női pilótája.
- május 16. – Hetedikként a spanyol Wikipédia is eléri az egymilliós szócikkszámot és a sorban azonnal a hatodik helyre ugrott előre, megelőzve az orosz Wikipédiát, mely május 11-én lépte át a bűvös egymilliós határt.
- május 16–19. – A Magyar Ebtenyésztők Országos Egyesülete megrendezi Budapesten a Hungexpo kiállítási területén a Kutya-világkiállítást.[58]
- május 18.
  - Az Emmelie de Forest által képviselt Dánia megnyeri az 58. Eurovíziós Dalfesztivált a svédországi Malmőben. Második helyen végez Fərid Məmmədov Azerbajdzsán színeiben, a harmadik helyezést Zlata Ohnyevics (Ukrajna) kapja meg. A magyar induló, ByeAlex a 10. helyen végez a fesztivál 26 fős döntőjében.[59]
  - Aláírja az egynemű párok házasságát és gyermek-örökbefogadását lehetővé tevő törvényt François Hollande államfő, ezzel Franciaország a világ 14. államaként biztosított a hagyományos párkapcsolatban élőkkel azonos jogokat a melegeknek.[22]
- május 20.
  - Nagyerejű tornádó pusztít az Egyesült Államokban, Oklahoma City déli részén, és a szomszédos Moore nevű elővárosban.[60]
  - 47 év után először utazik hivatalosan az Egyesült Államokba mianmari elnök. (Thein Szein az ENSZ éves közgyűlésén is részt vett.)[22]

### Június

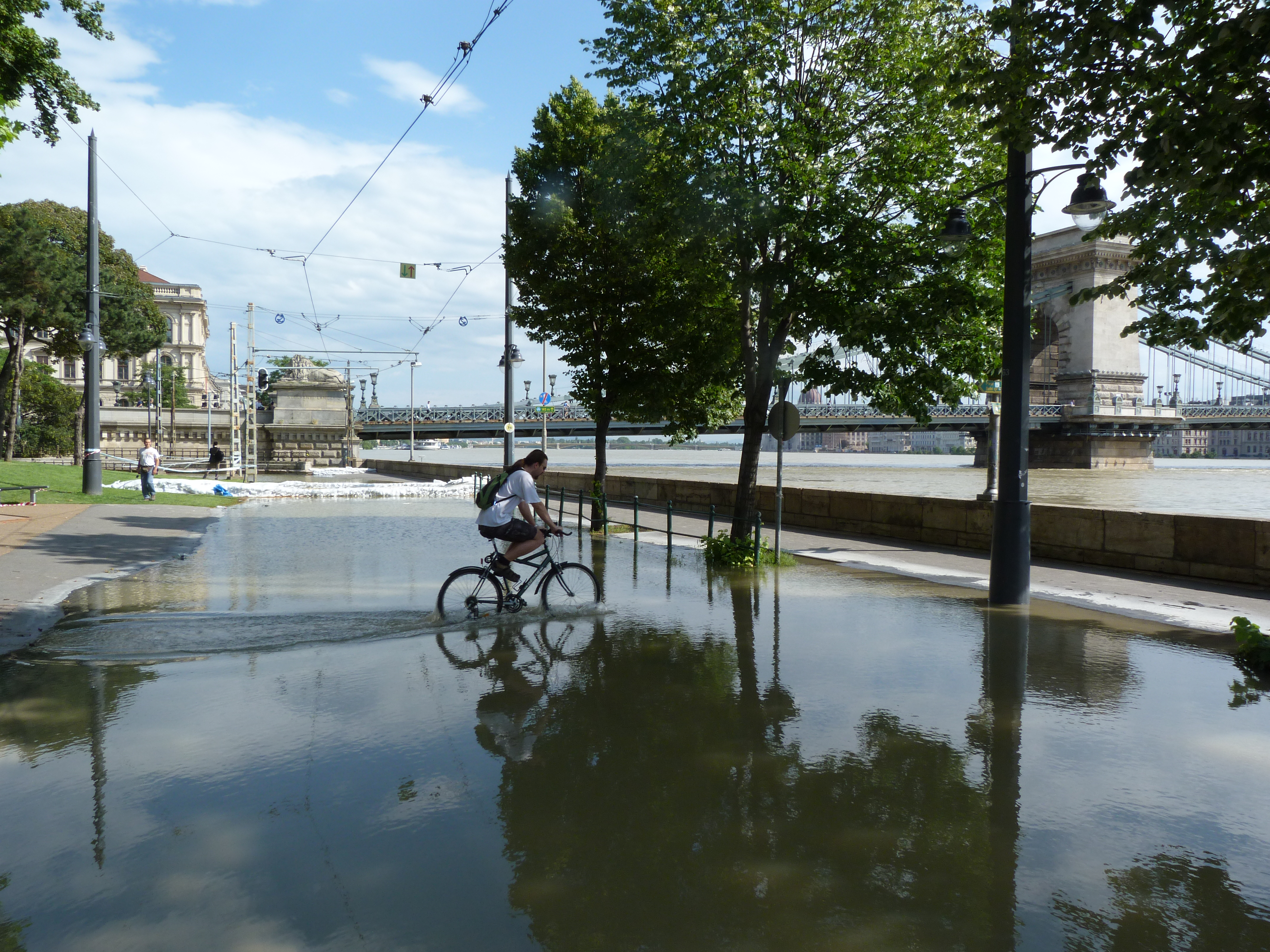
A Duna a Lánchídnál

- június - Egy rendőrségi akcióval kezdetét veszi a 2013-as cseh korrupciós válság, amibe a cseh kormányfő is belebukik.
- június 3. – A Duna vízállása meghaladja az 1501-ben regisztrált 12,20 méteres történelmi csúcsot a bajor-osztrák határon fekvő németországi Passaunál, ahol három folyó, a Duna, az Inn és az Ilz találkozik.[61] (A Duna végül 12,80 méteren tetőzött.)[62]
- június 4. – A Kormány Győr-Moson-Sopron és Komárom-Esztergom megyék területére, Pest megyében a Szobi, a Váci, a Dunakeszi és a Szentendrei járások területére, továbbá Budapest I., II., III., IV., V., IX., XI., XIII., XXI. és XXII. kerületének közigazgatási területére árvízi veszély miatt veszélyhelyzetet hirdet ki.[63]
- június 8. – A magyar Attraction Látványszínház nyeri a Britain’s Got Talent nevű brit televíziós tehetségkutató vetélkedőt.[64]

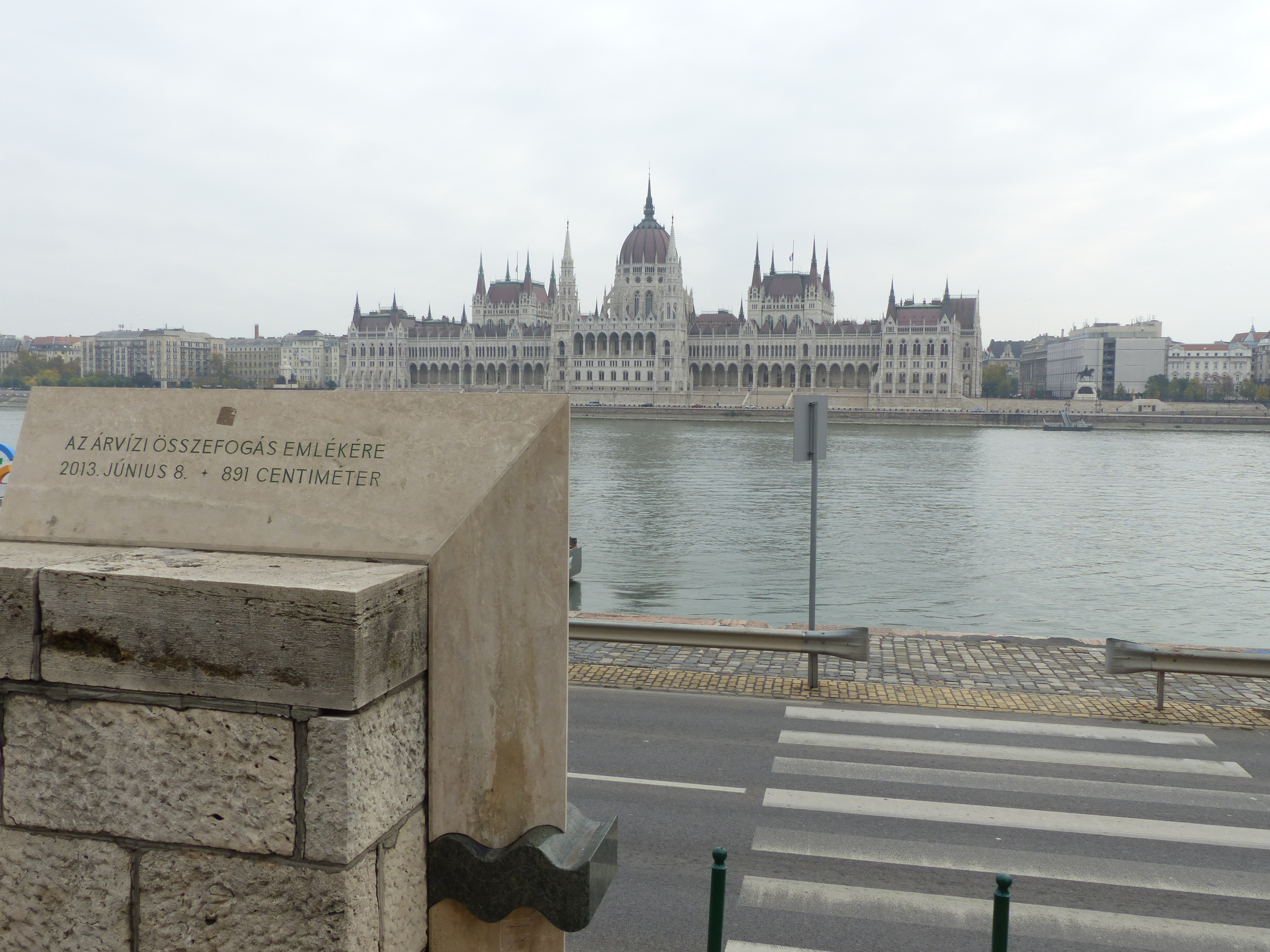
Az árvízi összefogás emlékműve

- június 8. – A Duna Budapestnél 891 cm-en tetőzik
- június 10. – A parlament egyhangúlag megszavazza a magyarországi árvízi veszélyhelyzet meghosszabbítását július 19-éig,[65] kiterjesztve azt Pest megyében az Érdi, a Ráckevei és a Szigetszentmiklósi járások, Fejér megyében a Martonvásári és a Dunaújvárosi járások, Bács-Kiskun megyében a Kunszentmiklósi, a Kalocsai és a Bajai járások, Tolna megyében a paksi, a Tolnai és a Szekszárdi járások, míg Baranya megyében a Mohácsi járás közigazgatási területére.[66]
- június 12. – Ausztria megkezdi békefenntartói kivonását a Golán-fennsíkról, mivel nem tudja garantálni biztonságukat a szíriai polgárháborús helyzet miatt. (Ausztria 1974 óta van jelen a fennsíkon.)[67]
- június 14.
  - A Sedrig Verwoert által képviselt Hollandia megnyeri a 13. Fiatal Táncosok Eurovízióját a lengyelországi Gdańskben. Második helyen végez Felix Berning Németország színeiben.[68]
  - Hasszán Rohani, a mérsékeltek és reformpártiak jelöltje nyeri az iráni elnökválasztást.[69]
- június 19. – Hosszan tartó betegség után, 81 éves korában meghal Horn Gyula magyar politikus, az MSZP volt elnöke, 1994–1998 között a Magyar Köztársaság miniszterelnöke.[70]
- június 26.
  - Az OMV bejelenti, hogy az azerbajdzsáni Shah Deniz II gázmezőről érkező gáz nem a Nebucco vezetéken, hanem az Adria-gázvezetéken fog eljutni Európába.[71]
  - Elnökválasztást tartanak az Ausztrál Munkáspártban, melyet Julia Gillard pártelnök elveszít, aki ezért miniszterelnöki tisztjéről is lemond. (A győztes Kevin Rudd korábbi pártelnök lett, aki egyben miniszterelnöki székébe is visszatért, letette az esküt, és június 27-én Ausztrália kormányfőjeként hivatalba lépett.)[72]
  - Újraválasztják államfői tisztségében Cahiagín Elbegdordzs korábbi kétszeres mongol miniszterelnököt, 2009-től Mongólia választott elnökét.[73]

### Július
- július 1.

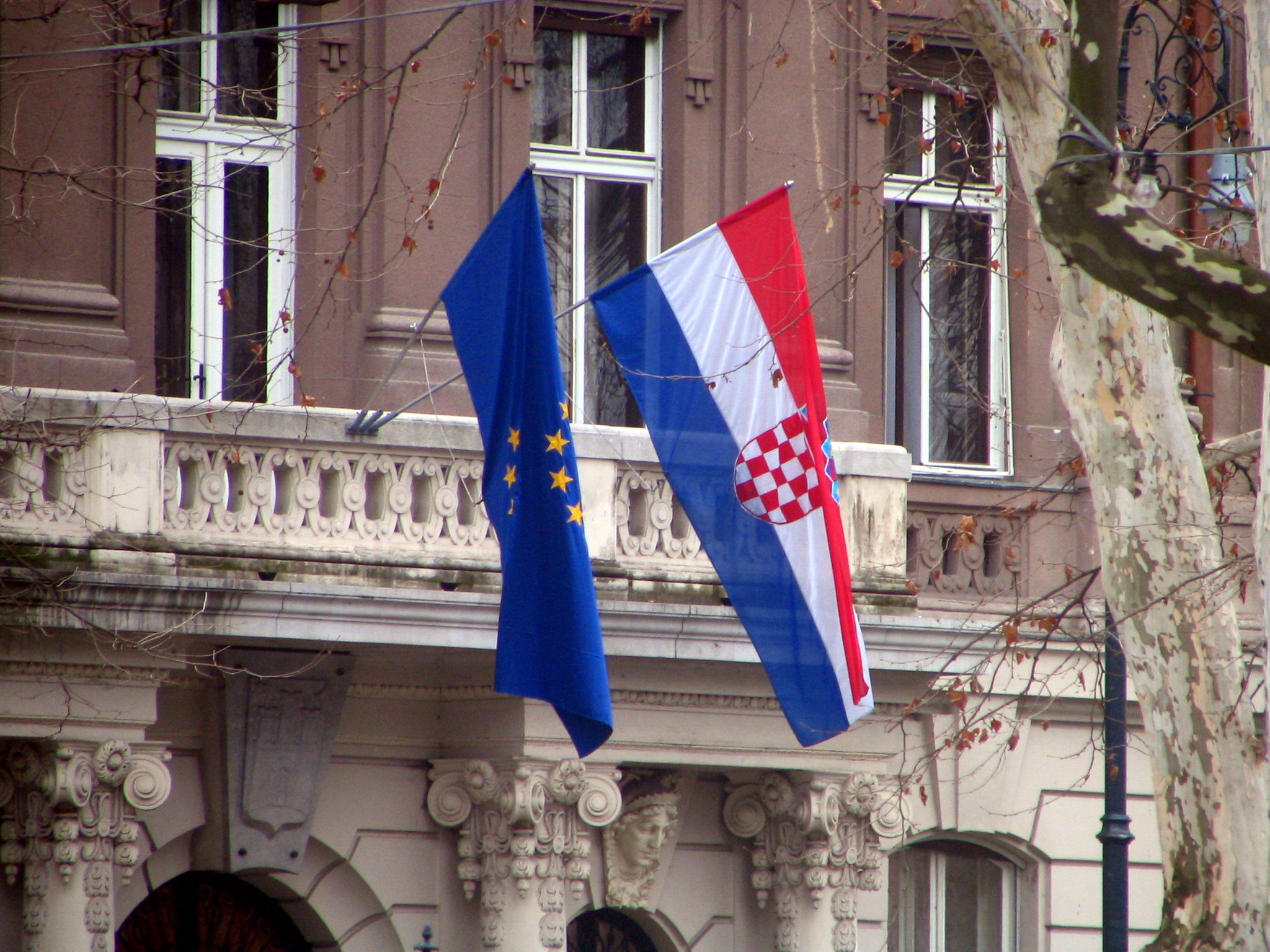
A Horvát Külügyminisztérium épületén együtt leng az Európai Unió zászlaja és Horvátország zászlaja

  - Horvátország lett az Európai Unió 28. tagállama.[74]
  - Országszerte megnyilnak a nemzeti dohányboltok és július 15-től már csak ezekben lehet dohányárut kapni Magyarországon. (Az este folyamán a Fidesz-székház előtt tartott demonstráción Magyarország „ipari méretű lenyúlásával” vádolja meg a kormányfőt Bajnai Gordon, az Együtt-PM szövetség vezetője.)[75]
  - Az állami szférában dolgozók – a közalkalmazotti, közszolgálati jogviszonyban állók, továbbá a bírák, az ügyészek és a fegyveres szervezetek tagjai – nem kaphatnak nyugdíjat és fizetést is egyidejűleg.[76]
  - Hatálybalépésével számos szigorítást hoz az 1978-ast felváltó új büntető törvénykönyv (Btk.).[22] (Többek között 12 évre szállították le a büntethetőségi korhatárt.)[77]
- július 3.
  - Egyiptomban a hadsereg elmozdítja hivatalából Muhammad Morszi elnököt, aki a 2011-es forradalmat követően került hatalomra.[78]
  - II. Albert belga király bejelenti, hogy július 21-i hatállyal lemond a trónról. Utódja fia, Fülöp belga koronaherceg lesz.[79]
  - Strasbourgban elfogadják a magyar kormányt elmarasztaló Tavares-jelentést.[80]
- július 15. – Áder János köztársasági elnök 16 nagyközségnek és 2 községnek adományoz városi címet. (A városi címet nyert települések: Kondoros, Onga, Csákvár, Aba, Lébény, Verpelét, Gyöngyöspata, Besenyszög, Fegyvernek, Tát, Újhartyán, Őrbottyán, Piliscsaba, Diósd, Sülysáp, Kerepes, Ajak, Jánosháza.)[81]
- július 20. – Az Országgyűlés a fővárosi önkormányzat közvetlen igazgatása alá vonja – a korábban XIII. kerület közigazgatásához tartozó – Margit-szigetet.[82]
- július 21. – Előzetes bejelentésének megfelelően, hivatalosan lemond a trónról II. Albert belga király legidősebb fia, Fülöp herceg javára, aki ezután – a parlament két házának tagjai előtt – leteszi az uralkodói esküt (három nyelven, hollandul, franciául és németül).[83]
- július 22. – Tízezrek ünneplik London utcáin Vilmos cambridge-i herceg és hitvese, Katalin hercegnő első gyermekének, György brit királyi hercegnek, Nagy-Britannia majdani uralkodójának világra jöttét.[84]
- július 24. – Súlyos vasúti baleset Spanyolországban, Santiago de Compostela közelében.
- július 27. – A székelyföldi Tusnádfürdőn megrendezett 24. Bálványosi Nyári Szabadegyetemen és Diáktáborban elhangzott beszédében Orbán Viktor miniszterelnök a Nemzetközi Valutaalaptól korábban felvett kölcsön végtörlesztésére utasította Varga Mihály nemzetgazdasági minisztert.[85]
- július 28. – A mali elnökválasztás első fordulója. (A választást Ibrahim Boubacar Keïta nyerte, de nem jutott abszolút többséghez, mivel a szavazatok 39,2 százalékát szerezte meg. Ellenfele, Soumalia Cissé korábbi pénzügyminiszter a szavazatok 19,4 százalékával lett a második.)[86]

### Augusztus

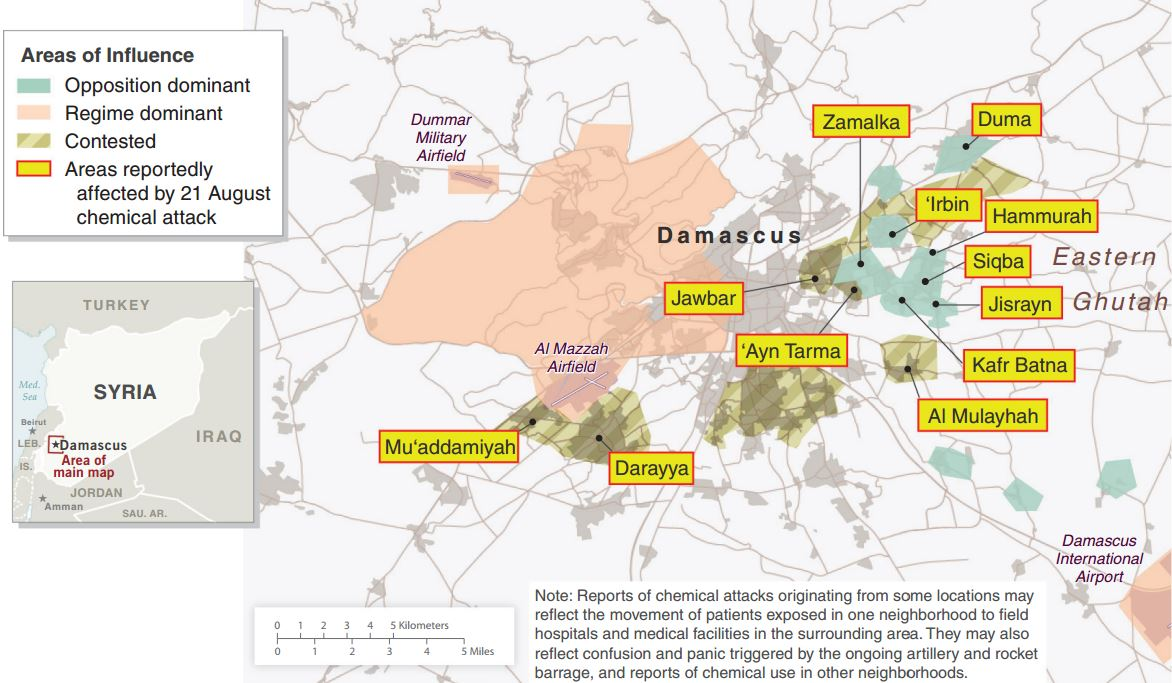
A vegyifegyver-támadások a szír főváros, Damaszkusz külterületén

- augusztus 11. – A mali elnökválasztás második fordulója,[87] melyet az egykori kormányfő, Ibrahim Boubacar Keïta nagy fölénnyel nyert meg.[86]
- augusztus 12. – Az Államadósság Kezelő Központ előtörleszti a Nemzetközi Valutaalappal szemben még fennálló 2,15 milliárd euró (1,9 milliárd SDR) összegű hitelét, melyet 3 devizanemben – dollárban, euróban és angol fontban – fizetett ki a magyar állam.[88]
- augusztus 13. – Jiří Rusnok cseh kormányfő benyújtja kormánya lemondását Miloš Zeman köztársasági elnöknek. (A Rusnok vezette szakértői kabinet ügyvivőként a helyén marad az új választásokig, illetve a választás eredményeként megalakuló kormány hivatalba lépéséig.)[89]
- augusztus 14. – Egyiptomban a ramadán elmúltával a hadsereg erőszakkal felszámolta a volt államfőt, Muhammad Morszit támogató tüntetők kairói sátortáborát. (Az akcióban 525-en meghaltak, 3572-en megsebesültek. Az országban rendkívüli állapotot vezettek be, Mohammed el-Barádei ideiglenes alelnök lemondott.)[90]
- augusztus 21.
  - Vegyifegyver-támadás a szír főváros Damaszkusz külterületén. (A támadás elkövetésével a kormány és a lázadó erők egymást vádolják.)[91]
  - Áder János államfő kilenc évre a Nemzeti Média- és Hírközlési Hatóság, egyúttal a Médiatanács elnökévé nevezi ki Karas Monikát.[22]
- augusztus 26. – A 18-án Damaszkuszba érkezett svéd tudós, Ake Sellström vezette ENSZ-szakértői csoport az állítólagos gáztámadás helyszínén vizsgálódik[92] öt napon keresztül, annak megállapítása érdekében, hogy valóban bevetettek-e vegyi fegyvereket. (A vizsgálatot több incidens hátráltatta, mivel 26-án ismeretlen orvlövészek rálőttek a szakértőket szállító autók egyikére, másnap pedig a rossz biztonsági helyzet miatt el kellett napolni az aznapi helyszíni szemlét.)[93]
- augusztus 30. – A Keresztelő Szent János-székesegyházban – ünnepi szentmise keretében – beiktatják hivatalába Orosch János új nagyszombati érseket. (Orosch a 2012 júliusban hivatalából elmozdított Róbert Bezák helyét vette át. Az év júliusban kinevezett érsek Bezák leváltása óta a pápa megbízásából sede vacante apostoli kormányzóként látta el a Nagyszombati főegyházmegye vezetését.)[94]

### Szeptember
- szeptember 7. – Hszi Csin-ping kínai elnök javaslatot tesz a Selyemút Gazdasági Övezet felépítésére az asztanai Nazarbayev Egyetemen.[95][96]
- szeptember 22.
  - Az Angela Merkel vezette konzervatívok győznek a németországi parlamenti választáson, és csupán öt mandátummal maradnak el az abszolút többségtől. (A Kereszténydemokrata Unió (CDU) és a bajor testvérpárt, a Keresztényszociális Unió (CSU) szövetsége a szavazatok 41,5 százalékát szerezte meg, míg a koalíciós partnere, a liberális Szabaddemokrata Párt (FDP) 4,8 százalékot szerzett, és így 64 év után kiesett a szövetségi gyűlésből.)[97]
  - Tartományi választás Hessenben, ahol a konzervatív-liberális koalíció elveszíti a többséget a wiesbadeni tartományi gyűlésben. (A CDU 38,3 százalékot, az SPD 30,7 százalékot, a Zöldek 11,1 százalékot, a Baloldal 5,2 százalékot, a FDP 5 százalékot szerzett.)[97]
  - Svájcban, népszavazáson a lakosság nagy többsége az általános hadkötelezettség fenntartása mellett foglal állást.[98]
- szeptember 27. – Az ENSZ Biztonsági Tanácsa (BT) egyhangúlag elfogadja a szíriai vegyi fegyverek kötelező megsemmisítéséről szóló határozatot, amely nem irányoz elő azonnali büntetőintézkedéseket arra az esetre, ha Damaszkusz nem tesz eleget a dokumentumban foglaltaknak.[99]
- szeptember 29. – Parlamenti választások Ausztriában, melyet a szociáldemokrata SPÖ nyert meg a szavazatok 27,1 százalékával.[100]
- szeptember 30.
  - A 2013-as szezon végeztével végleg bezár a Budapesti Vidám Park, területét pedig több lépésben átadja az állatkertnek.[101]
  - Áder János köztársasági elnök megszünteti a Pénzügyi Szervezetek Állami Felügyelete elnökének megbízatását.[102]

### Október
- október 9. – Ilham Alijev nyeri az azerbajdzsáni elnökválasztást. (Az államfő ezzel a harmadik mandátumát kezdi.)[103]
- október 13. – Befejeződik a Budavári Nagyboldogasszony-templom (Mátyás-templom) teljes körű felújítása, melyet ünnepi szentmise keretében Erdő Péter bíboros, prímás, esztergom–budapesti érsek áld meg és szenteli fel annak új oltárát. (A tényleges felújítás 2006-ban kezdődött el. Kicserélték az épület közműveit, restaurálták a műtárgyakat, illetve a térszint alatt látogatóközpontot hoztak létre. Új díszkivilágítást kapott a templom, a tetőt új Zsolnay-cserepekkel fedték és az eddig használt, 49 éves, ideiglenes szembemiséző oltárt végleges, stabil kőoltárra cserélték.)[104]
- október 17. – Az ENSZ Közgyűlése a Biztonsági Tanács nem állandó tagjává választotta Chilét, Csádot, Litvániát, Nigériát és Szaúd-Arábiát. (Csádot, Litvániát és Szaúd-Arábiát először, Chilét és Nigériát viszont már negyedik alkalommal választották a testület tagjává. A most megválasztott új tagok 2014. január 1-jén Azerbajdzsánt, Guatemalát, Marokkót, Pakisztánt és Togót váltják fel.)[105]
- október 17–18. – Orbán Viktor hivatalos látogatásra Indiába érkezik. (A kormányfő Delhiben megkoszorúzza a Gandhi-emlékhelyet, majd előadást tart az ország külpolitikai intézetében,[106] másnap pedig Mumbaiban megnyitja az értéktőzsde kereskedését[107] és felavatják a magyar főkonzulátust.)[108]
- október 18. – A dél-koreai külügyminiszter Ju Dzsin Rjong és magyar partnere Martonyi János nukleáris energetikai együttműködési megállapodást ír alá Szöulban. (Magyarország a 28. állam, amely hasonló szerződést írt alá a Koreai Köztársasággal.)[109]
- október 19. – Ferenc pápa képviseletében Angelo Amato bíboros, a Szenttéavatási Ügyek Kongregációjának prefektusa a budapesti Szent István-bazilika előtti téren – Erdő Péter bíboros által celebrált szentmisén – kihirdeti Sándor István szalézi szerzetes boldoggá avatását.[110]
- október 20. – Hiába nyeri meg a luxemburgi előre hozott választásokat a miniszterelnök, Jean-Claude Juncker pártja, a Keresztényszociális Néppárt (CSV), a többségi kormányzáshoz nem találtak koalíciós partnert. (Decemberben a liberális pártelnök, Xavier Bettel alakít kormányt.)[22]
- október 21. – Az Országgyűlés dr. Szalayné dr. Sándor Erzsébetet választja hat évre az alapvető jogok biztosának a Magyarországon élő nemzetiségek jogainak védelmét ellátó helyettesévé.[111]
- október 22. – Átadják a felújított Zeneakadémiát.[112]
- október 26. – Előre hozott képviselőházi választás Csehországban, melyet a Cseh Szociáldemokrata Párt nyer.[113]
- október 27. – Elnökválasztás Grúziában, melyet a kormányzó Grúz Álom nevű pártszövetség jelöltje, Giorgi Margvelasvili nyer, messze maga mögé utasítva az eddigi elnök, Miheil Szaakasvili és az ellenzéki Egyesült Nemzeti Mozgalom jelöltjét, David Bakradzét, akinek a voksok 20 százalékát sikerült begyűjtenie.[114]
- október 29. – Újranyitja nagykövetségét Magyarország Nigéria fővárosban, Abujában. (A követség működését 2010-ben függesztették fel.)[115]

### November
- november 3.
  - A budapesti Szabadság téren Hegedűs Lóránt református lelkész felavatja Horthy Miklós mellszobrát a Hazatérés temploma előterében.[116]
  - Hibrid napfogyatkozás Észak- és Dél-Amerika keleti része, Dél-Európa és Afrika felett.
- november 4. – A magyar kormány bejelenti, hogy 2014. február végéig az állam átvállalja az önkormányzatok maradék, 420 milliárd forintnyi adósságát.[22]
- november 8. – A 8,1-es erősségű Haijan tájfun eléri a Fülöp-szigeteket, tízezerre teszik a halálos áldozatok számát.[117]
- november 11–22. – Az ENSZ-konferencia a klímaváltozásról Varsóban. A tárgyalások az érdekellentétek miatt eredménytelenül zárultak.[118]
- november 17. – A voksok 46,69 százalékát szerezi a balközép irányvonalat képviselő, Michelle Bachelet a chilei elnökválasztás első fordulójában.[119]
- november 20. – Vulkanikus folyamatok következtében új sziget alakul ki a Csendes-óceánban, Tokiótól kb. ezer kilométerre délre.[120] A fokozatosan kiemelkedő sziget egy hónap múlva összeért egy szomszédos szigettel.
- november 21.
  - Rigában részlegesen összeomlik egy Maxima szupermarket 500 m²-es teteje, majd a mentést végző tűzoltókra is rászakad a tető egy része. (Az 54 halálos áldozat miatt háromnapos nemzeti gyászt rendelnek el. Az épület valószínűleg tervezési hiba miatt nem bírta el a tetőn lévő kertet.)[121][122]
  - Az ukrán kormány leállítja Ukrajna európai uniós társulási megállapodásának aláírási folyamatát.[123] A döntés után EU-párti diákok demonstrálnak Kijevben, majd nagyszabású ellenzéki tüntetésekre is sor kerül a fővárosban és az ország nagyvárosaiban.[124] A tüntetések decemberben is folytatódnak.
- november 23. – A szlovákiai közvetlen megyefőnök-választások második fordulójában Marian Kotleba, a szélsőjobboldali Mi Szlovákiánk Néppárt elnöke nyer a Besztercebányai kerületben.[125][126]
- november 24. – Megnyitották Rio de Janeiróban a 2013-as Tudomány Világfórumát (World Science Forum, WSF) a négy napos rendezvényen Nobel-díjas kutatók, tudományminiszterek és a világ legbefolyásosabb tudományos tanácsadóinak vesznek részt.[127]
- november 27. – „Politikai felelősséget vállalva” a 21-iki tetőomlás miatt bejelenti lemondását Valdis Dombrovskis lett miniszterelnök és kormánya.[128]
- november 30. – A Gaia Cauchi által képviselt Málta megnyeri a 11. Junior Eurovíziós Dalfesztivált Ukrajna fővárososában Kijevben. Második helyen végez Szofija Taraszova a házigazda színeiben, a harmadik helyezést Ilja Volkov (Fehéroroszország) kapja meg.[129]

### December
- december 4. – Az amerikai Space Exploration Technologies (SpaceX) magánvállalat sikeresen állított pályára egy távközlési műholdat Falcon 9-es hordozórakétája segítségével. Korábban állami szervezetek tudtak csak műholdakat fellőni.[130]
- december 10. – Az uruguayi törvényhozás – elsőként a világon – megszavazza azt a jogszabályt, amely engedélyezi a marihuána korlátozott mértékű termesztését, eladását és fogyasztását. (A 120 napos türelmi idővel életbe lépő rendelkezés szerint 2014 áprilisától minden 18. életévét betöltött uruguayi az erre kijelölt, állami engedéllyel ellátott üzletben havi 40 gramm cannabist vehet.)[131]
- december 12. – Észak-Koreában kivégzik Csang Szongthek korábbi vezető politikust. 2013. december 9-én hurcolták el a Koreai Munkáspárt kongresszusáról. A letartóztatottat gyorsított eljárással a rendkívüli bíróság ítélte halálra.[132]
- december 14. – A Csang-o–3 nevű kínai űrszonda leszáll a Holdon.[133]
- december 15.
  - A chilei elnökválasztás második fordulóját Michelle Bachelet nyeri, aki 2006 és 2010 között egyszer már betöltötte az elnöki tisztet.[134]
  - A függetlenként induló Toroczkai László, a Jobbik Csongrád megyei önkormányzati képviselője, a Hatvannégy Vármegye Ifjúsági Mozgalom elnöke nyeri az időközi polgármester-választást Ásotthalmon.[135]
- december 16. – Beiktatja hivatalába az új osztrák kormányt Heinz Fischer államfő. (Ausztriában ismét a választások előtt kormányzó két párt, az Osztrák Szociáldemokrata Párt (SPÖ) és a konzervatív Osztrák Néppárt (ÖVP) lépett koalícióra egymással. A kabinetet újra Werner Faymann kancellár vezeti.)[136]
- december 17.
  - Leteszi a hivatali esküt Angela Merkel kancellár és az új nagykoalíciós német kormány.[137]
  - Tüntetések Törökországszerte a Recep Tayyip Erdoğan kormányához köthető korrupció miatt.[138][139] (Három miniszter fiát a rendőrség őrizetbe vette. 2014-ben, miután Erdoğan megnyerte az elnökválasztást és új embereket neveztek ki a bíróságra és az ügyészségre, a hivatalos szervek ejtették a vádat.[140])
- december 20. – Oroszországban elnöki kegyelemmel szabadul Mihail Hodorkovszkij egykori olajvállalkozó.[141]
- december 24. – Jubában, Dél-Szudán fővárosában az államelnök hadsereg etnikai alapú népirtást hajt végre.[142] (A legnagyobb etnikumhoz tartozó dinka katonák üldözik és meggyilkolják a nuer lakosságot.)
- december 29. – Egy öngyilkos merénylő bombát robbant a volgográdi főpályaudvaron; majd másnap újabb robbantás történik diákokat szállító trolibuszon.[143][144]

### Határozatlan dátumú események
- március
  - Franciaország megkezdi a csapatkivonást Maliból.[25]
  - Az MH Tartományi Újjáépítési Csoport (PRT) véglegesen hazatér Magyarországra.[145]
  - Ez a hónap volt az 1901-2013 közti időszak 27. leghidegebb márciusa.[146]
- április – Megérkezik az a tíz magyar kiképző, amellyel a magyar kormány hozzájárul az EU mali missziójához.[147]
- május – Befejezi tevékenységét – az afganisztáni Nemzetközi Biztonsági Közreműködő Erő (ISAF) missziójában szolgáló magyar egység – a Mi−35 Légi Kiképzés-támogató Csoport (AMT).[145]
- június – Árvízhelyzet Magyarországon, melynek során a Duna 891 cm-en tetőzött Budapestnél (június 10.).[148]
- július – Az ENSZ békefenntartókat vezényel Mali északi részébe, hogy felszámolja az ország területén tevékenykedő iszlamista csoportot.[149]
- augusztus – A kormány döntést hoz a 2009-ben bezárt Santiago de Chile-i magyar nagykövetség újranyitásáról.[150]
- október – Az MH Kabul Nemzetközi Repülőtér Őr- és Biztosító Kontingens befejezi tevékenységét Afganisztánban.[145]
- november
  - Mark Rutte kormányfő bejelenti, hogy Hollandia mintegy 380 katonát és négy Apache helikoptert küld Maliba az ENSZ-békefenntartó misszió kötelékébe.[149]
  - Nyilvánosságra hozza a skót kormány azt a 649 oldalas tervet, amelyből kiderül, miként képzelik el Nagy-Britanniából esetleg kiszakadó független Skócia berendezkedését. (Skóciában 2014 szeptemberében rendezik meg a függetlenségi népszavazást.)[151]
- december – Új önkényuralomnak nevezi a korlátozás nélküli kapitalizmust Ferenc pápa, s felszólítja a gazdagokat, osszák meg vagyonukat a szegényekkel.[152]
- az év folyamán – Az Országos Meteorológiai Szolgálat mérései alapján az éves átlaghőmérséklet Magyarországon 11,08 fok volt.[146]

## Az év témái

### Kiemelt témák és évfordulós emlékévek 2013-ban

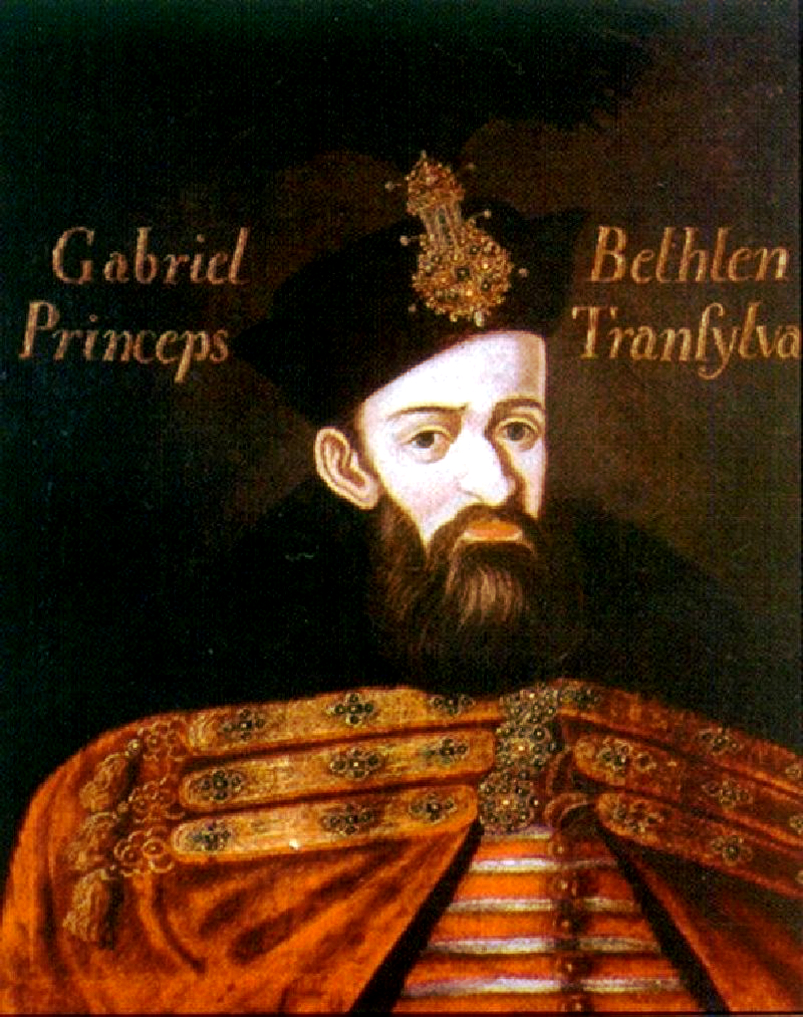
Bethlen Gábor

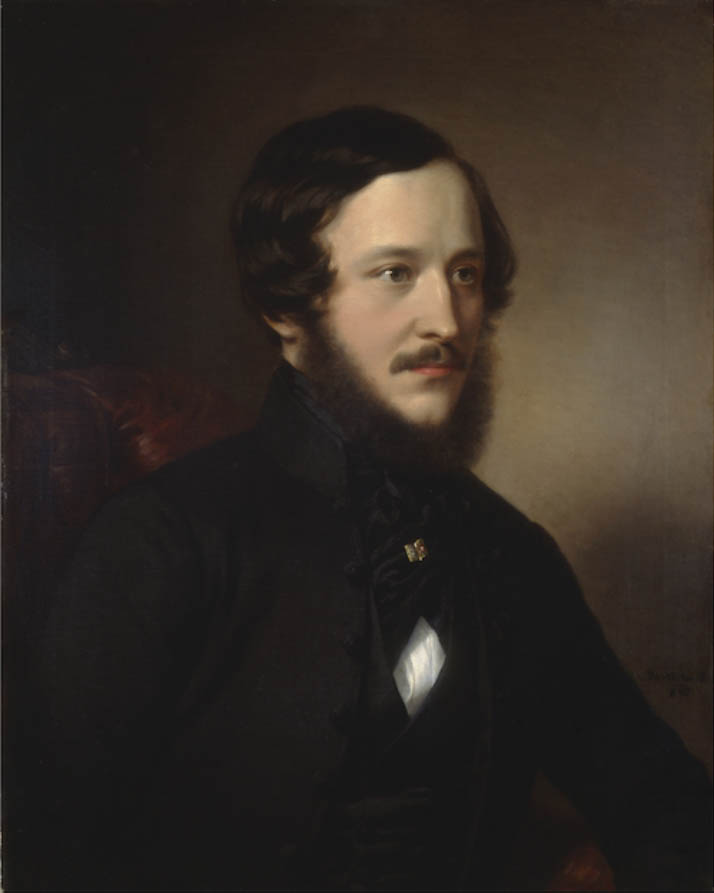
Eötvös József

#### Kiemelt témák
Az ENSZ Nevelésügyi, Tudományos és Kulturális Szervezete (UNESCO) a 2013-as esztendőt a Vízügyi Együttműködés Nemzetközi Évének nyilvánította.

#### Kiemelt emlékévek
- 1613. október 23. Bethlen Gábor erdélyi fejedelemmé választásának 400. évfordulója.[154]
- 1813. szeptember 3. Eötvös József születésének 200. évfordulója († 1871).[154]
- 1813. május 22. Richard Wagner születésének 200. évfordulója († 1883).[155]
- 1863. augusztus 3. Gárdonyi Géza születésének 150 évfordulója († 1922).[156][157]
- 1913. október 22. Robert Capa születésének 100. évfordulóját († 1954) az UNESCO felvette azon évfordulók közé, melyeket a szervezet megünneplésre méltónak talált.[158]

#### Évszázados évfordulók
- január 2. – 100 éve hunyt el Léon Teisserenc de Bort francia meteorológus, a sztratoszféra felfedezője (* 1855).
- január 4. –
  - Alexander Bach (1813 – 1893) osztrák politikus, ügyvéd, belügyminiszter, a neoabszolutizmus képviselője és a Bach-korszak névadója születésének 200. évfordulója.
  - 100 éve hunyt el Alfred von Schlieffen porosz katonatiszt, német császári vezérkari tábornagy, a Schlieffen-terv kidolgozója (* 1833).
- január 5. –
  - 100 éve hunyt el Louis Paul Cailletet francia fizikus, az alacsony hőmérsékletek kutatója (* 1832).
  - Molnár István (1913 – 1983) magyar vízilabdázó, olimpiai bajnok születésének 100. évfordulója.
- január 6. – Edward Gierek (1913 – 2001) lengyel kommunista politikus, pártfőtitkár születésének 100. évfordulója.
- január 8. – 300 éve hunyt el Arcangelo Corelli olasz barokk zeneszerző, hegedűművész (* 1653).
- január 9. –
  - kővágó-örsi Kuthy Lajos (1813 – 1864) magyar regény- és drámaíró, a Magyar Tudományos Akadémia levelező és a Kisfaludy Társaság tagja születésének 200. évfordulója.
  - Richard Nixon (1913 – 1994) az Amerikai Egyesült Államok 37. elnök, születésének 100. évfordulója.
- január 10. – Gustáv Husák (1913 – 1991) szlovák kommunista politikus, Csehszlovákia államfője születésének 100. évfordulója.
- január 19. – Sir Henry Bessemer (1813 – 1898) angol mérnök, feltaláló születésének 200. évfordulója.
- január 26. – Turóczy Mózes (1813 – 1896) magyar rézműves mester, Gábor Áron rézágyúinak öntője születésének 200. évfordulója.
- január 27. – 200 évvel ezelőtt a velencei Teatro Moiseben bemutatták Rossini egyfelvonásos operáját, a Bruschino urat.
- január 31. – Agostino Depretis (1813 – 1887) olasz politikus, miniszterelnök születésének 200. évfordulója.
- február 1. – 300 éve hunyt el II. Apafi Mihály erdélyi fejedelem (* 1676).
- február 4. – Rosa Parks (1913–2005) afroamerikai polgárjogi aktivista születésének 100. évfordulója.
- február 6. – Mary Leakey (1913–1996) brit régész és antropológus születésének 100. évfordulója.
- február 17. – René Leibowitz (1913–1972) lengyelországi születésű francia karmester, zeneszerző, zenetanár születésének 100. évfordulója.
- február 19. – Balogh János (1913–2002) Széchenyi-díjas magyar zoológus, ökológus, egyetemi tanár, a Magyar Tudományos Akadémia tagja születésének 100. évfordulója.
- február 20. – 500 éve hunyt el János dán király a kalmari unió idején Norvégia és II. János néven Svédország királya, valamint Schleswig és Holstein hercege († 1455).
- február 20. – 500 éve hunyt el II. Gyula pápa a reneszánsz kor legismertebb egyházfője (* 1443).
- március 1. – Reitter Ferenc (1813–1874) magyar mérnök, az MTA levelező tagjána születésének 200. évfordulója.
- március 2. – Entz Géza (1913–1993) Herder-díjas magyar művészettörténész születésének 100. évfordulója.
- március 4. – 200 éve hunyt el Chudy József zeneszerző, karmester, az első magyar opera szerzője(* 1753).
- március 11. – 100 éve hunyt el Lengyel Béla magyar vegyész, akadémikus, egyetemi tanár (* 1844).
- március 12. – André Le Nôtre (1613–1700) francia kertépítész, a franciakert kerttípusának megteremtője születésének 400. évfordulója.
- március 13. –
  - 200 éve hunyt el Kiss József magyar vízépítő mérnök, hadmérnök (* 1748).
  - Szergej Mihalkov (1913–2009) szovjet-orosz író, költő, a Szovjetunió és az Oroszországi Föderáció állami himnuszainak írója születésének 100. évfordulója.
- március 14. – Makrisz Agamemnon (Memos Makris, Αγαμέμνων Μακρής, Μέμος Μακρής) (1913–1993) görög származású magyar szobrászművész születésének 100. évfordulója.
- március 19. – David Livingstone (1813–1873) skót misszionárius orvos, Közép-Afrika-kutató születésének 200. évfordulója.
- március 23. – Lotz János (1913–1973) magyar származású amerikai nyelvtudós születésének 100. évfordulója.
- március 26. – Erdős Pál (1913–1996) magyar matematikus születésének 100. évfordulója.
- március 27. – 400 éve hunyt el Báthory Zsigmond erdélyi fejedelem (* 1573).
- április 8. –
  - 100 éve hunyt el Kőnig Gyula magyar matematikus, az MTA tagja (* 1849).
  - Kővágó József (1913–1996) magyar katona, mérnök, politikus születésének 100. évfordulója.
- április 10. – 200 éve hunyt el Joseph Louis Lagrange olasz matematikus (* 1736).
- május 5. – Søren Kierkegaard (1813–1855) dán filozófus születésének 200. évfordulója.
- május 20. – Kozák László (1913–1997) Jászai Mari-díjas magyar színész születésének 100. évfordulója.
- június 6. – Gobbi Hilda (1913–1988) magyar színésznő születésének 100. évfordulója.
- június 19. – Gyurkovics Mária (1913-1973) magyar operaénekesnő születésének 100. évfordulója.
- június 22. – Weöres Sándor (1913–1989) költő, író, műfordító születésének 100. évfordulója.
- június 30. – Vayer Lajos (1913–2001) Széchenyi-díjas magyar művészettörténész, egyetemi tanár, az MTA tagja születésének 100. évfordulója.
- július 7. –
  - 100 éve hunyt el Spáda János kolozsvári magyar építőmester (* 1877).
  - Simor Erzsi (1913-1977) magyar színésznő születésének 100. évfordulója.
- július 10. – Rózsa Sándor (1813–1878) az egyik legismertebb magyar betyár születésének 200. évfordulója.
- július 14. – Gerald Ford (1913–2006) az Amerikai Egyesült Államok 38. elnöke születésének 100. évfordulója.
- július 22. –
  - Jacques-Germain Soufflot (1713–1780), francia építész, a párizsi Panthéon tervezője születésének 300. évfordulója.
  - 200 éve hunyt el George Shaw brit botanikus és zoológus (* 1751).
- július 24. – 100 éve hunyt el Kada Elek magyar orvos, Kecskemét város polgármestere (* 1852).
- július 31. – Kosáry Domokos (1913–2007) Széchenyi-nagydíjas magyar történész, egyetemi tanár, az MTA elnöke (1990-1996) születésének 100. évfordulója.
- augusztus 2. – 200 éve hunyt el Diószegi Sámuel magyar botanikus, lelkész (* 1761)
- augusztus 4. – 100 éve hunyt el Étienne Laspeyres német közgazdász és statisztikus (* 1834)
- augusztus 5. – Ivar Aasen (1813–1896) norvég nyelvtudós, költő születésének 200. évfordulója.
- augusztus 9. - 100 éve hunyt el Szinnyei József magyar bibliográfus, könyvtáros, irodalomtörténész. (* 1830).
- augusztus 10. -
  - 100 éve hunyt el Johannes Linnankoski finn író, újságíró (* 1869).
  - Wolfgang Paul (1913-1993) Nobel-díjas (másodmagával, 1989) német fizikus születésének 100. évfordulója.
- augusztus 13. -
  - 100 éve hunyt el August Bebel német szocialista politikus, a szervezett németországi szociáldemokrata munkásmozgalom alapítóinak egyike (* 1840).
  - III. Makáriosz érsek (1913-1977) a demokratikus Ciprus első elnöke születésének 100. évfordulója.
- augusztus 17. -
  - Kurnik Ernő (1913-2008) magyar agrármérnök, növénynemesítő, az MTA tagja († 2008).
  - Dimény István (1913-1973) magyar író, újságíró († 1973).
- augusztus 26. – Bulla Elma (1913–1980) magyar színésznő születésének 100. évfordulója.
- augusztus 27. – Giovanni Luppis (1813–1875) osztrák-magyar haditengerész, az önálló hajtással rendelkező torpedó feltalálója születésének 200. évfordulója.
- szeptember 3. – Eötvös József (1813–1871) magyar jogász, író, az 1848-as első felelős magyar kormány vallás- és közoktatási miniszter születésének 200. évfordulója.
- november 30. Charles-Valentin Alkan (1813–1888) francia zeneszerző, kora egyik legnagyobb zongoravirtuóza születésének 200. évfordulója.
- december 2. Matthias Castrén (1813–1852) finn nyelvész, néprajzkutató, utazó; a finnugor, a szamojéd és más szibériai népek és nyelveik kutatója, az uralisztika egyik megalapozója születésének 200. évfordulója.
- december 16. Kovács István (1913-1996) magyar atomfizikus születésének 100. évfordulója.
- december 18. Willy Brandt (1913-1992) Nobel-békedíjas német szociáldemokrata politikus születésének 100. évfordulója.
- december 6. -
  - August Sicard von Sicardsburg (1813–1868) osztrák építész, a Bécsi Állami Operaház épületének egyik tervezője születésének 200. évfordulója.
  - Nyikolaj Platonovics Ogarjov (1813–1877) orosz költő, publicista, politikai aktivista születésének 200. évfordulója.
- december 23. Anna Margit (1913–1991) magyar festőművész születésének 100. évfordulója.

### 2013 az irodalomban
- Megjelenik Veronica Roth Beavatott-trilógiájának harmadik kötete, A hűséges.[159]
- Megjelenik magyar fordításban Veronica Roth Beavatott-trilógiájának második kötete, A lázadó.[160]

### 2013 a zenében
- Alapi István: Inner Vortex
- Avril Lavigne: Avril Lavigne
- Alex Gaudino: Doctor Love
- Beyoncé: Beyoncé
- Blue: Roulette
- Backstreet Boys: In a World Like This
- Bagossy Brothers Company: Ha rólad szólna
- Boyzone: BZ20
- Bosson: Best of 11-Twelve
- Boston: Life, Love & Hope
- Britney Spears: Britney Jean
- DJ BoBo: Reloaded
- Depeche Mode: Delta Machine
- Compact Disco: The Storm
- Jason Derulo: Tattoos
- Charlie. Charlie65
- Hooligans: História
- Nelly: M.O.
- Céline Dion: Loved Me Back to Life
- Chris Norman: There and Back
- Sting: The Last Ship
- Katy Perry: Prism
- Cher: Closer To The Truth
- Dido: Girl Who Got Away
- Nancy Sinatra: Shifting Gears
- New Kids on the Block: 10
- Emilia Rydberg: I Belong to You
- Eminem: The Marshall Mathers LP 2
- Motörhead: Aftershock
- Sean Kingston: Back 2 Life
- Snoop Dogg: Reincarnated
- Szekeres Adrien: Karácsonyi Szimfonikus Nagykoncert
- One Direction: Midnight Memories
- James Blunt: Moon Landing
- Kanye West: Yeezus
- Kelly Clarkson: Wrapped in Red
- Justin Timberlake: The 20/20 Experience / The 20/20 Experience – 2 of 2
- Little Mix: Salute
- Texas: The Conversation
- Robbie Williams: Swings Both Ways
- Kozma Orsolya: Vulkán
- Pa-dö-dő: Ajándék
- Vanessa Paradis: Love Songs
- Zoltán Erika: Változás
- The Saturdays: Living for the Weekend
- Jessie J: Alive
- Kim Wilde: Wilde Winter Songbook
- Kovács Ákos: Karcolatok20
- Lady Gaga: Artpop
- november 7., Erkel Ferenc zeneszerző születésnapja ettől az évtől A magyar opera napja.

### 2013 a jogalkotásban
- Lásd: a 2013 a jogalkotásban című szócikkben.

### 2013 természeti katasztrófái
- február 15. – oroszországi meteoresemény
- március 14. – márciusi rendkívüli időjárás
- május vége-június eleje – tavaszi áradások
- november – Haijan tájfun (2013)

### 2013 balesetei
- február 26. – luxori hőlégballon-baleset
- július 24. – Santiago de Compostela-i vasúti baleset

### 2013 a kriminalisztikában
- bostoni robbantás
- Clevelandi emberrablás
- 2013-as soroksári gyilkosság

### Születések 2013-ban
- február 19. – Kim Dzsue
- július 22. – György brit királyi herceg

### Halálozások 2013-ban
- január 30. – Douglas Engelbart, amerikai mérnök és feltaláló. (*1925)
- február 8. – Kézdy György, Jászai Mari-díjas magyar színész (*1936)
- február 13. – Zsíros Tibor, Európa-bajnok magyar kosárlabdázó, mesteredző, játékvezető, sportvezető (*1930)
- március 5. – Hugo Chávez, venezuelai katona, politikus, elnök (*1954)
- március 11. – Cipő, magyar rockzenész (*1965)
- április 8. – Margaret Thatcher, brit miniszterelnök 1979 és 1990 között (*1925)
- április 18. – Edelsheim-Gyulai Ilona Horthy István özvegye (*1918)
- május 21. – Erőss Zsolt, az első magyar hegymászó, aki megmászta a Mount Everestet (*1968)
- május 27. – Bárdy György, Jászai Mari-díjas magyar színész (*1921)
- június 19.
  - James Gandolfini, amerikai színész (*1961)
  - Horn Gyula, magyar miniszterelnök 1994 és 1998 között (*1932)
- augusztus 12. – Vukán György, Kossuth-díjas magyar zeneszerző (*1941)
- augusztus 15. – Sławomir Mrożek, lengyel író (*1930)
- augusztus 18. – Gyarmati Dezső, háromszoros olimpiai bajnok vízilabdázó, edző, a nemzet sportolója (*1927)
- október 1. – Giuliano Gemma, olasz színész (*1938)
- október 22. – Für Lajos, történész, politikus, honvédelmi miniszter (*1930)
- november 30. – Paul Walker, amerikai színész (*1973)
- december 5. – Nelson Mandela, a Dél-Afrikai Köztársaság elnöke 1994 és 1999 között, Nobel-békedíjas (*1918)
- december 14. – Peter O’Toole, ír színész (Arábiai Lawrence) (*1932)
- december 20. – Maár Gyula, Kossuth-díjas magyar rendező (*1934)
- december 23. – Mihail Tyimofejevics Kalasnyikov, szovjet-orosz katona, az AK-47-es gépkarabély tervezője (*1919)

## Nobel-díjak
| Béke               | Vegyifegyver-tilalmi Szervezet (OPCW)                           | A vegyi-fegyverek betiltásáért végzet munkáért. |
| Fizikai            | François Englert belga és Peter Higgs angol                     | Azon elmélet kidolgozásáért hogy az elemi részecskékhogyan jutnak tömeghez, ami a Higgs-bozon létezését tette szükségessé melyet 2012-ben kísérletileg bizonyította.                  |
| Közgazdasági       | Eugene Fama, Lars Peter Hansen és Robert J. Shiller amerikaiak  | Az eszközárak empirikus vizsgálatában elért eredményeikért |
| Irodalmi           | Alice Munro kanadai                                             | A kortárs novella mestere. |
| Kémiai             | Martin Karplus, Michael Levitt és Arieh Warshel amerikaiak      | A komplex kémiai rendszerek többszintű modelljének kifejlesztéséért. |
| Orvosi-fiziológiai | James Rothman, Randy Schekman amerikaiak és Thomas Südhof német | A vezikuláris transzporttal kapcsolatos kutatásaik hozzájárultak annak megértéséhez, hogy a sejtek által előállított molekulák miként kerülnek a megfelelő helyre a megfelelő időben. |

## Szoboravatások, emléktáblák, megörökítések
- március 28. – Puskás Ferenc (1927–2006) magyar labdarúgó szobrának felavatása az óbudai promenádon (Budapest, III. ker. Bécsi út 61.); a műalkotás az „Aranycsapat” legendás játékosát örökíti meg, amint öltönyben, elegánsan gyerekeket tanít dekázni az utcán.
- május 23. – a Semmelweis Egyetem (SE) Elméleti Orvostudományi Központ (EOK) épületével szemben az újonnan Szentágothai János térnek elnevezett közterületen (Budapest IX., Thaly Kálmán u. és Vendel sétány sarka) felavatták Szentágothai János (1912–1994) és mellette Santiago Ramón y Cajal mellszobrát.
- október 7. – Bethlen István (1874–1946) születésének évfordulóján Budapesten a Szent György téren felavatják az egykori miniszterelnök egész alakos szobrát.
- október 23. – Bethlen Gábor (1580–1629) 1613. október 23-i államfővé választásának és kolozsvári beiktatásának 400. évfordulója ünnepén Kolozsvárt felavatják a nagy államférfi egész alakos szobrát.

|  |  |  |